# 胡鴻鈞
胡鴻鈞（英語：Hubert Wu Hung Kwan，1990年3月27日—）， 香港男歌手及演員，現為索尼音樂中國旗下歌手及邵氏兄弟藝人，為無綫電視歌唱選秀節目《超級巨聲2》亞軍及《TVB全球華人新秀歌唱大賽2010》冠軍得主。
2012年，胡鴻鈞簽約星煥國際正式出道，同年獲得新城電台及TVB所頒發的兩台新人至尊獎項。2017年10月，胡鴻鈞在無綫台慶劇《降魔的》飾演「石敢當」，其為該劇主唱的主題曲《到此一遊》獲得《萬千星輝頒獎典禮2017》「最受歡迎劇集歌曲」。他在2020年5月播出的劇集《降魔的2.0》飾演「莫偉豪」（豪仔），其為該劇唱作的插曲《凡人不懂愛》於《萬千星輝頒獎典禮2020》獲得「最受歡迎電視歌曲」。2021年，他與周柏豪一同獲得《2020年度勁歌金曲頒獎典禮》「最受歡迎男歌星」，成為首位90後「最受歡迎男歌星」。2025年，胡鴻鈞擔任無綫電視歌唱選秀節目《聲秀》導師。

## 生平經歷

### 早年生活
胡鴻鈞在小學就讀藍田循道衛理小學，中一至中五就讀拔萃男書院，其後入讀恒生商學書院及香港理工大學（主修工商管理；副修心理學）課程，於2013年畢業。

### 演藝發展

#### 2010年—2012年：比賽出道
2010年，胡鴻鈞參加無綫電視（TVB）歌唱選秀節目《超級巨聲2》，開段雖表現平平，但其後漸漸進步，多次在分集獲得全場最高的分數。最後以171.3分獲得亞軍，同時亦成為「飛躍進步巨聲」的得主，隨後簽約無綫電視成為經理人合約男藝員。同年，他代表香港參加《TVB全球華人新秀歌唱大賽2010》奪冠。
2011年，胡鴻鈞代表香港參與韓國CMB Chin Chin Star Festival奪得銅獎。同年，他為無綫電視劇集《水滸傳》主唱主題曲《天道同行》及片尾曲《飄花》，《飄花》亦是他的首支派台歌曲。同年，他在《2011勁歌金曲優秀選第二回》奪得「新人薦場飆星獎」。
2012年2月6日，胡鴻鈞簽約星煥國際正式出道成為男歌手，而在星煥國際兩週年慶上宣佈加盟子公司星揚娛樂，同年，他為無綫電視劇集《天梯》主唱主題曲《一生一心》。同年9月14日，推出首張個人專輯《雙飛》，這專輯在推出的首星期已在各大唱片專賣店銷量榜奪得榜首位置。同年，代表香港參與中國中央電視台《我要上春晚》歌唱比賽。11月11日，舉行首個個人音樂會《NEWAY MUSIC LIVE X 胡鴻鈞音樂會》，並在台上宣佈大碟《雙飛》獲得金唱片，更獲香港著名歌手張敬軒作神祕嘉賓到場支持。其後他在2012年度香港樂壇各大頒獎禮上的新人獎獲得優越成績，在《新城勁爆頒獎禮2012》成為「新城勁爆新人王」，亦分別在《第三十五屆十大中文金曲頒獎音樂會》及《2012年度十大勁歌金曲頒獎典禮》奪得「最有前途新人獎 金獎」及「最受歡迎男新人 金獎」。除了《2012年度叱咤樂壇流行榜頒獎典禮》外，均在其餘三台均獲頒新人獎項金獎。

#### 2013年—2014年：出道初期
2013年4月，胡鴻鈞連同馮允謙、吳業坤、李礎業和鄧佑剛以及部份現任和退役香港籃球聯賽甲組和乙組球員組成籃球隊VR1。同年，他為無綫電視劇集《師父·明白了》主唱主題曲《明白了》及插曲《化蝶》。唱片公司於10月2日為他推出第二張個人專輯《化蝶》。星煥國際於2013年12月31日正式停止運作，胡鴻鈞跟隨星煥國際行政總裁何哲圖加盟星夢娛樂。
胡鴻鈞於2014年1月1日起正式簽約加盟電視廣播有限公司旗下的一間附屬唱片公司星夢娛樂，為劇集《點金勝手》與徐子珊合唱片尾曲《棋逢敵手》，隨後為劇集《載得有情人》獻唱主題曲《高攀》。同年7月，他與11名巨聲幫及星夢幫歌手藝人一起為TVB音樂節目《勁歌金曲》擔任主持，並拍攝劇集《衝線》。

#### 2015年—2016年：歌視雙棲
2015年，胡鴻鈞拍攝劇集《殭》。同年3月，劇集《衝線》播出，他在劇中飾演見習會計師「戴家豪（Henry）」；另外亦與許廷鏗合唱劇集《天眼》的主題曲《真相》。8月3日，他推出派台歌《相信明天》，隨後於8月6日與許廷鏗及鄭俊弘推出遠赴日本錄製、由國際著名監製Jeff Miyahara製作的《一夜成名》，為《2015年度香港小姐競選》主題曲。與此同時，自7月份開始，胡鴻鈞參與由香港電台電台部、電視部及新媒體製作之節目《12音樂門·逃》，與不同歌手及音樂人進行音樂上交流，先於7月27日與狄易達共同舉辦《冷靜與熱情之間音樂會》，繼後與Dear Jane合作，演繹對方寫給自己的歌曲《如這麼愛他》及為對方譜寫新歌《Prison Break》。《12音樂門·逃》電台及電視節目分別於10月31日及11月2日播出。胡鴻鈞第三張個人專輯於2015年12月2日推出，收錄翻唱歌曲《明知故犯》、劇集歌曲主打《相信明天》及胡鴻鈞個人作曲作品《讓我放開》等。
2016年，隨著大碟《明知故犯》主打歌曲《如夢初醒》及《讓我放開》陸續派台，而《讓我放開》更登上《勁歌金榜》十大位置。2月28日，胡鴻鈞拍攝真人秀《反斗紅星冇暑假 嘩鬼上學去》，重返校園。同年，劇集《末代御醫》正式播出，他爲該劇獻唱主題曲《靈魂的痛》。4月19日，劇集《殭》播出，胡鴻鈞在劇中飾演殭屍「龐杰（杰仔）」，並爲該劇獻唱片尾曲《天地不容》。2016年8月－12月，胡鴻鈞拍攝奇幻劇《降魔的》，並因拍攝此劇而與同劇演員黃智雯及何遠東結緣，組成「降魔的偷跳小隊」。

#### 2017年—2020年：人氣急升
2017年3月，胡鴻鈞推出全新班底製作的全新單曲《情人自擾》，同年6月再推出由另一班底製作的全新單曲《朋友身份》。同年10月，他在台慶劇《降魔的》飾演石精靈「石敢當」，並為該劇獻唱主題曲《到此一遊》及片尾曲《遙不可及》。這兩首歌在YouTube累計點擊率分別高達1700萬及770萬，《到此一遊》更成為胡鴻鈞第一首過千萬點擊的歌曲，也一度成爲YouTube上點擊率最高的粵語音樂影片之一。另外，他亦打入《叱咤樂壇流行榜頒獎典禮》「叱咤樂壇我最喜愛的男歌手」和「叱咤樂壇我最喜愛的歌曲」最後五強。
同年12月，胡鴻鈞憑《降魔的》在《萬千星輝頒獎典禮2017》共獲得5個提名，其中首度獲提名「最佳男配角」、「最受歡迎電視男角色」和「最受歡迎電視拍檔」（與馬國明一同獲提名），並於2018年1月的《萬千星輝頒獎典禮2017》憑《降魔的》主題曲《到此一遊》獲得「最受歡迎劇集歌曲」獎。另外，他憑《降魔的》「石敢當」一角在由觀眾及網民提名及投票的《觀眾在民間電視大獎2017》獲得「民選最佳男配角」、「民選飛躍進步男藝員」、「民選最佳戲劇搭檔」（與馬國明一同獲獎），並憑《降魔的》片尾曲《遙不可及》獲得「民選最佳電視歌曲」；另外亦憑《降魔的》主題曲《到此一遊》在《2017香港電視大獎》獲得「劇集及節目歌曲獎」。其第四張個人專輯《到此一遊》於12月18日正式公開預售，並於同月19日正式發佈。
2019年1月至5月，胡鴻鈞拍攝續集《降魔的2.0》。2020年1月，他推出歌曲《沒身份妒忌》。同年5月，《降魔的2.0》播出，胡鴻鈞在劇中飾演「莫偉豪（豪仔）」一角，並為該劇主唱主題曲《十字路口》及親自作曲的插曲《凡人不懂愛》，兩首歌曲的網上點擊率分別達410萬及770萬。同年7月，他推出個人專輯《妳幸福嗎》。同年年底，胡鴻鈞憑《降魔的2.0》在《萬千星輝頒獎典禮2020》入圍「最受歡迎電視男角色」最後五強，以及首度入圍「最佳男主角」及「馬來西亞最喜愛TVB男主角」；並於2021年1月的《萬千星輝頒獎典禮2020》憑《降魔的2.0》插曲《凡人不懂愛》二度獲得「最受歡迎電視歌曲」獎。

#### 2021年至今：首奪「最受歡迎男歌星」
2021年1月，胡鴻鈞於《2020年度勁歌金曲頒獎典禮》奪得五個獎項，包括首奪「最受歡迎男歌星」獎。
同年，胡鴻鈞與無綫電視的合約期滿後與邵氏兄弟簽約，成為邵氏旗下藝人。同年推出歌曲《心跳移植》及《整親》，後者回應多年來關於他整容削骨的傳聞。當中《整親》先後在中文歌曲龍虎榜、新城勁爆本地榜、無綫電視勁歌金榜登上冠軍位置，並於903專業推介榜取得亞軍。同年5月為電視劇《逆天奇案》獻唱主題曲《逆襲》。同年8月推出歌曲《今天不營業》，該曲是胡鴻鈞歷年來首支四台冠軍歌，亦是星夢娛樂成立以來第五支四台冠軍歌。10月推出他參與作曲的《謝謝你的應援》回饋歌迷，該曲亦是11月26至27日《胡鴻鈞 2021 The Day After演唱會》的主題曲。
11月22日，台慶劇《十月初五的月光》播出。胡鴻鈞在劇中飾演「文初」一角，並為該劇獻唱主題曲《祝君好》。12月22日，他推出個人出道十周年特別專輯《ex:CHANGE》，收錄多首同年推出的歌曲。12月27日，劇集《愛上我的衰神》播出，他在劇中飾演送餐員「陳北河」，並為該劇唱作主題曲《太多不知道》。同年憑《十月初五的月光》「文初」一角入圍《萬千星輝頒獎典禮2021》「最佳男主角」最後十強、「最受歡迎電視男角色」最後五強及「飛躍進步男藝員」最後六強，並憑《祝君好》入圍「最受歡迎電視歌曲」最後五強。
2022年4月，胡鴻鈞在奇幻劇《金宵大廈2》飾演旗袍裁縫「小程」，並主演該劇單元九《嫁衣》。6月23日，胡鴻鈞首部電影《一樣的天空》正式上映，胡鴻鈞在該電影飾演「李立品」。
2023年胡鴻鈞一共去了中国内地十個地方开「THE DAY到此·開始」巡迴演唱會。 他在7月的「THE DAY到此·開始」巡回音樂會廣州收官站上宣布加盟索尼音樂（大中華地區）。胡鴻鈞加盟索尼音樂後的第一首歌是《Give Me A Chance》，也是他入行到現在第一首的國語作品 

## 逸事
2024年1月底，胡鴻鈞從中國內地乘高鐵返港時，於西九龍高鐵站被海關人員在行李中搜出過百支加熱非燃燒煙草製品。他表示不熟悉法例，以為香港是可以攜帶加熱煙入境，並表示不會再犯同樣的錯誤。2024年4月25日，胡鴻鈞在九龍城裁判法院聆訊，胡鴻鈞透過代表律師承認「進口另類吸煙產品」控罪，被判罰款5000港元。

## 音樂作品

### 個人專輯
| 專輯 | 專輯名稱                   | 專輯類型     | 發行公司     | 發行日期       | 曲目 |
| ---- | -------------------------- | ------------ | ------------ | -------------- | --- |
| 1st  | 雙飛                       | 大碟         | 星煥國際     | 2012年9月14日  | 曲目 CD 1. 原諒 2. 雙飛 3. 失控 4. 真心喜歡你 所以流眼淚 5. 言不由衷 6. 一生一心 （無綫電視劇集《天梯》主題曲） 7. 幸福 8. 深不見底 9. 我們繼續演下去 10. 雙飛（國） DVD 1. 雙飛 MV 2. 原諒 MV |
| 1st  | 雙飛 Dual Edition (Live +) | 大碟         | 星煥國際     | 2013年2月6日   | 曲目 CD 1. 原諒 2. 雙飛 3. 失控 4. 真心喜歡你 所以流眼淚 5. 言不由衷 6. 一生一心 （無綫電視劇集《天梯》主題曲） 7. 幸福 8. 深不見底 9. 我們繼續演下去 10. 雙飛（國） DVD (Neway Music Live) 1. 原諒 2. 言不由衷 3. 我們繼續演下去 4. 失控 5. 一生一心 （無綫電視劇集《天梯》主題曲） 6. 有故事的人（鄭欣宜合唱） 7. 雙飛 8. 深不見底 9. 真心喜歡你 所以流眼淚 10. 幸福 |
| 2nd  | 化蝶                       | 大碟         | 星煥國際     | 2013年10月2日  | 曲目 CD 1. 化蝶 （無綫電視劇集《師父·明白了》插曲） 2. 勇氣 3. 暗戀（與吳若希合唱） 4. 明白了 （無綫電視劇集《師父·明白了》主題曲） 5. 然後 6. 明日 7. 交替之間（與鍾嘉欣合唱） （無綫電視外購劇《擁抱太陽的月亮》香港版主題曲） 8. 啞忍 9. 救救我（與吳若希合唱） DVD 1. 化蝶 MV 2. 暗戀 MV（與吳若希合唱） |
| 3rd  | 明知故犯                   | 大碟         | 星夢娛樂     | 2015年12月2日  | 曲目 CD 1. 明知故犯 （無綫電視劇集《把關者們》片尾曲） 2. 相信明天 （無綫電視劇集《刀下留人》主題曲） 3. 如夢初醒 4. 讓我放開 5. 心淡 6. 真相（與許廷鏗合唱） （無綫電視劇集《天眼》主題曲） 7. 靈魂的痛 （無綫電視劇集《末代御醫》主題曲） 8. 高攀 （無綫電視劇集《載得有情人》主題曲） 9. 無力下去 10. 明知道（國） |
| 4th  | 到此一遊                   | 大碟         | 星夢娛樂     | 2017年12月19日 | 曲目 CD 1. 到此一遊 （無綫電視劇集《降魔的》主題曲) 2. 遙不可及 （無綫電視劇集《降魔的》片尾曲） 3. 朋友身份 4. 天地不容 （無綫電視劇集《殭》片尾曲） 5. 情人自擾 6. 今天之後 7. 二缺一（與何雁詩合唱） 8. 公義的抉擇 （無綫電視劇集《律政強人》片尾曲） 9. 爸爸 （無綫電視劇集《超能老豆》主題曲） 10. 命運的意外 （無綫電視劇集《純熟意外》主題曲） |
| 4th  | 到此一遊 (24K GOLD DISC)   | 大碟         | 星夢娛樂     | 2020年8月13日  | 曲目 CD 1. 到此一遊 （無綫電視劇集《降魔的》主題曲) 2. 遙不可及 （無綫電視劇集《降魔的》片尾曲） 3. 朋友身份 4. 天地不容 （無綫電視劇集《殭》片尾曲） 5. 情人自擾 6. 今天之後 7. 二缺一（與何雁詩合唱） 8. 公義的抉擇 （無綫電視劇集《律政強人》片尾曲） 9. 爸爸 （無綫電視劇集《超能老豆》主題曲） 10. 命運的意外 （無綫電視劇集《純熟意外》主題曲） |
| 5th  | 妳幸福嗎                   | 大碟         | 星夢娛樂     | 2020年9月23日  | 曲目 CD/LP 1. 十字路口 （無綫電視劇集《降魔的2.0》主題曲） 2. 凡人不懂愛 （無綫電視劇集《降魔的2.0》插曲） 3. 沒身份妒忌 4. 一刀切 5. 妳幸福嗎？ 6. 太難開始 （無綫電視劇集《救妻同學會》片尾曲） 7. 偷聽情歌 8. 偉業街 9. 為愛冒險 （無綫電視劇集《救妻同學會》主題曲） 10. 理性感性 （無綫電視劇集《是咁的，法官閣下》主題曲） |
| 5th  | 妳幸福嗎 LP                | 大碟         | 星夢娛樂     | 2021年2月1日   | 曲目 CD/LP 1. 十字路口 （無綫電視劇集《降魔的2.0》主題曲） 2. 凡人不懂愛 （無綫電視劇集《降魔的2.0》插曲） 3. 沒身份妒忌 4. 一刀切 5. 妳幸福嗎？ 6. 太難開始 （無綫電視劇集《救妻同學會》片尾曲） 7. 偷聽情歌 8. 偉業街 9. 為愛冒險 （無綫電視劇集《救妻同學會》主題曲） 10. 理性感性 （無綫電視劇集《是咁的，法官閣下》主題曲） |
| 6th  | ex:CHANGE                  | EP           | 星夢娛樂     | 2021年12月22日 | 曲目 CD 1. 整親 2. 愛是帶種缺陷的美（與炎明熹合唱） 3. 今天不營業 4. 謝謝你的應援 5. 心跳移植 6. 今天不營業（Instrumental） 7. 謝謝你的應援（Instrumental） |
| 7th  | 我們在結束時開始 新曲+精選 | 大碟         | 星夢娛樂     | 2023年2月17日  | 曲目 CD 1. 我們在結束時開始(新曲) 2. 祝君好 （無綫電視劇集《十月初五的月光 (2021年電視劇)》 主題曲） 3. 太多不知道 （無綫電視劇集《愛上我的衰神》 主題曲） 4. 逆襲 （無綫電視劇集《逆天奇案》 主題曲） 5. 抱擁情人 （無綫電視劇集《婚姻合伙人》 主題曲） 6. 最難忘一天 （無綫電視劇集《棟仁的時光》 主題曲） 7. 到此一遊 （無綫電視劇集《降魔的》主題曲) 8. 遙不可及 （無綫電視劇集《降魔的》片尾曲） 9. 十字路口 （無綫電視劇集《降魔的2.0》主題曲） 10. 凡人不懂愛 （無綫電視劇集《降魔的2.0》插曲） 11. 命運的意外 （無綫電視劇集《純熟意外》主題曲） 12. 高攀 （無綫電視劇集《載得有情人》主題曲） |
| 8th  | 在幕(Moods)                | 數碼EP       | 索尼音樂中國 | 2023年10月25日 | 曲目 CD 1. Give Me A Chance 2. 愛是想觸碰卻收回手 3. 足夠 4. 小孩 5. Silence |
| 8th  | 在幕(Moods)                | 卡帶式USB EP | 索尼音樂中國 | 2024年2月22日  | 曲目 CD 1. Give Me A Chance 2. 愛是想觸碰卻收回手 3. 足夠 4. 小孩 5. Silence |

### 電視歌曲
| 年份 | 歌曲                | 備註                                                                     | 首次收錄專輯                      |
| ---- | ------------------- | ------------------------------------------------------------------------ | --------------------------------- |
| 2011 | 天道同行            | 外購劇《水滸傳》主題曲                                                   | 未曾收錄                          |
| 2011 | 飄花                | 外購劇《水滸傳》片尾曲                                                   | 未曾收錄                          |
| 2011 | 飛聲                | 綜藝節目《超級巨聲3》主題曲，與超級巨聲群星合唱                          | 未曾收錄                          |
| 2012 | 一起闖蕩去          | 綜藝節目《台灣闖蕩》主題曲，與吳業坤、何雁詩合唱                         | 未曾收錄                          |
| 2012 | 一生一心            | 電視劇《天梯》主題曲                                                     | 《雙飛》                          |
| 2013 | 交替之間            | 外購劇《擁抱太陽的月亮》香港版主題曲，與鍾嘉欣合唱                       | 《化蝶》                          |
| 2013 | 明白了              | 電視劇《師父·明白了》主題曲                                              | 《化蝶》                          |
| 2013 | 化蝶                | 電視劇《師父·明白了》插曲，翻唱歌曲                                      | 《化蝶》                          |
| 2013 | We Dream            | 綜藝節目《星夢傳奇》主題曲，與TVB群星合唱                                | 未曾收錄                          |
| 2013 | 鬥快                | 劇集《貓屎媽媽》主題曲                                                   | 未曾收錄                          |
| 2014 | 踢出天際            | 動畫《足球騎士》主題曲                                                   | 未曾收錄                          |
| 2014 | We Are the Only One | 《TVB 2014 FIFA巴西世界盃》主題曲，與TVB群星合唱                         | 未曾收錄                          |
| 2014 | 棋逢敵手            | 電視劇《點金勝手》片尾曲，與徐子珊合唱                                   | 《TV Love Songs Forever》         |
| 2014 | 高攀                | 電視劇《載得有情人》主題曲                                               | 《明知故犯》                      |
| 2015 | 真相                | 電視劇《天眼》主題曲，與許廷鏗合唱                                       | 《明知故犯》                      |
| 2015 | 一夜成名            | 《2015年香港小姐競選》主題曲，與許廷鏗、鄭俊弘合唱                       | 未曾收錄                          |
| 2015 | 相信明天            | 劇集《刀下留人》主題曲                                                   | 《明知故犯》                      |
| 2016 | 靈魂的痛            | 電視劇《末代御醫》主題曲                                                 | 《明知故犯》                      |
| 2016 | 天地不容            | 電視劇《殭》片尾曲                                                       | 《My TV Love Songs》 《到此一遊》 |
| 2016 | 命運的意外          | 電視劇《純熟意外》主題曲                                                 | 《到此一遊》                      |
| 2016 | 爸爸                | 電視劇《超能老豆》主題曲                                                 | 《到此一遊》                      |
| 2016 | 公義的抉擇          | 電視劇《律政強人》片尾曲                                                 | 《到此一遊》                      |
| 2016 | 造王                | 台慶劇《幕後玩家》片尾曲                                                 | 未曾收錄                          |
| 2017 | 到此一遊            | 台慶劇《降魔的》主題曲                                                   | 《到此一遊》                      |
| 2017 | 遙不可及            | 台慶劇《降魔的》片尾曲                                                   | 《到此一遊》                      |
| 2018 | 最難忘一天          | 電視劇《棟仁的時光》主題曲                                               | 《我們在結束時開始 (新曲+精選)》  |
| 2018 | 今生無憾            | 外購劇《三國機密之潛龍在淵》主題曲                                       | 未曾收錄                          |
| 2018 | 理性感性            | 台慶劇《是咁的，法官閣下》主題曲                                         | 《妳幸福嗎》                      |
| 2018 | 為愛冒險            | 電視劇《救妻同學會》主題曲                                               | 《妳幸福嗎》                      |
| 2018 | 太難開始            | 電視劇《救妻同學會》片尾曲                                               | 《妳幸福嗎》                      |
| 2019 | 抱擁情人            | 電視劇《婚姻合伙人》主題曲                                               | 《我們在結束時開始 (新曲+精選)》  |
| 2020 | 十字路口            | 電視劇《降魔的2.0》主題曲                                                | 《妳幸福嗎》                      |
| 2020 | 凡人不懂愛          | 電視劇《降魔的2.0》插曲                                                  | 《妳幸福嗎》                      |
| 2021 | 逆襲                | 電視劇《逆天奇案》主題曲                                                 | 《我們在結束時開始 (新曲+精選)》  |
| 2021 | 明知故犯            | 電視劇《把關者們》片尾曲，翻唱歌曲                                       | 《明知故犯》                      |
| 2021 | 祝君好              | 電視劇《十月初五的月光》主題曲，翻唱歌曲                                 | 《我們在結束時開始 (新曲+精選)》  |
| 2021 | 祝君好              | 電視劇《十月初五的月光》片尾曲，與何依婷、羅天宇合唱，翻唱歌曲           | 未曾收錄                          |
| 2021 | 太多不知道          | 電視劇《愛上我的衰神》主題曲                                             | 《我們在結束時開始 (新曲+精選)》  |
| 2022 | 只有情不變          | 電視劇《廉政狙擊·黑幕》主題曲，與吳業坤合唱，翻唱歌曲                    | 未曾收錄                          |
| 2023 | 友共情              | 電視劇《廉政狙擊·黑幕》主題曲，與吳業坤合唱，翻唱歌曲                    | 未曾收錄                          |
| 2023 | 野一下              | 綜藝節目《野挺有趣》主題曲，與黃宗澤、李雅娟、孟佳、張嘉元合唱，翻唱歌曲 | 未曾收錄                          |

### 創作作品
| 創作部分  | 發表年份 | 演唱歌手  | 歌曲             | 收錄專輯                     | 備註                                               |
| --------- | -------- | --------- | ---------------- | ---------------------------- | -------------------------------------------------- |
| 導演/策劃 | 2020年   | 胡鴻鈞    | 妳幸福嗎？       | 妳幸福嗎                     |                                                    |
| 作曲      | 2013年   | 胡鴻鈞    | 勇氣             | 化蝶                         |                                                    |
| 作曲      | 2015年   | Dear Jane | Prison Break     | -                            | 香港電台與香港作曲家及作詞家協會聯合製作的新歌計劃 |
| 作曲      | 2015年   | 胡鴻鈞    | 讓我放開         | 明知故犯                     |                                                    |
| 作曲      | 2017年   | 胡鴻鈞    | 今天之後         | 到此一遊                     |                                                    |
| 作曲      | 2018年   | 胡鴻鈞    | 偉業街           | 妳幸福嗎                     | 與蘇道哲共同作曲                                   |
| 作曲      | 2018年   | 胡鴻鈞    | 太難開始         | 妳幸福嗎                     | 劇集《救妻同學會》片尾曲                           |
| 作曲      | 2020年   | 胡鴻鈞    | 沒身份妒忌       | 妳幸福嗎                     | 與蘇道哲共同作曲                                   |
| 作曲      | 2020年   | 胡鴻鈞    | 凡人不懂愛       | 妳幸福嗎                     | 劇集《降魔的2.0》插曲                              |
| 作曲      | 2020年   | 胡鴻鈞    | 一刀切           | 妳幸福嗎                     |                                                    |
| 作曲      | 2021年   | 胡鴻鈞    | 心跳移植         | ex:CHANGE                    | 與蘇道哲共同作曲                                   |
| 作曲      | 2021年   | 胡鴻鈞    | 謝謝你的應援     | ex:CHANGE                    | 與蘇道哲共同作曲                                   |
| 作曲      | 2021年   | 胡鴻鈞    | 愛是帶種缺陷的美 | ex:CHANGE                    | 與炎明熹合唱 / 與蘇道哲共同作曲                    |
| 作曲      | 2021年   | 胡鴻鈞    | 太多不知道       | 我們在結束時開始 (新曲+精選) |                                                    |
| 作曲      | 2022年   | 胡鴻鈞    | 我們在結束時開始 | 我們在結束時開始 (新曲+精選) | 與蘇道哲共同作曲                                   |
| 作曲      | 2025年   | 胡鴻鈞    | 恆溫行李         | -                            | 與蘇道哲共同作曲                                   |

### 其他歌曲
| 發表年份 | 演唱歌手       | 歌曲       | 資訊                                                    | 備註                                                       |
| -------- | -------------- | ---------- | ------------------------------------------------------- | ---------------------------------------------------------- |
| 2015年   | 胡鴻鈞         | 如這麼愛他 | 作曲：Dear Jane 作詞：簡寧 編曲：Dear Jane 監製：陳考威 | 香港電台與CASH（香港作曲家及作詞家協會）聯合製作的新歌計劃 |
| 2021年   | 胡鴻鈞         | 自在早晨   | 作曲：蘇道哲 作詞：鍾說 編曲 / 監製：蘇道哲             | 香港電台第五台節目《自在早晨》主題曲                       |
| 2023年   | 胡鴻鈞、吳業坤 | 當年情     | 作曲：顧嘉輝 作詞：黃霑 編曲 / 監製：葉𦘦中             | 電影《無間一戰》片尾曲，翻唱歌曲                           |

## 派台歌曲成績
| 派台歌曲成績（四台）           | 派台歌曲成績（四台）     | 派台歌曲成績（四台） | 派台歌曲成績（四台） | 派台歌曲成績（四台） | 派台歌曲成績（四台） | 派台歌曲成績（四台） | 派台歌曲成績（四台） |
| ------------------------------ | ------------------------ | -------------------- | -------------------- | -------------------- | -------------------- | --- | --- |
| 唱片                           | 歌曲                     | 903                  | RTHK                 | 997                  | TVB                  | 備註 | 備註 |
| 2011年                         |                          |                      |                      |                      |                      | | |
|                                | 飄花                     | ×                    | ×                    | ×                    | 4                    | 無綫外購劇《水滸傳》香港版片尾曲 | 無綫外購劇《水滸傳》香港版片尾曲 |
|                                | 飛聲                     | ×                    | ×                    | ×                    | 5                    | 《超級巨聲3》主題曲 超級巨聲群星合唱 | 《超級巨聲3》主題曲 超級巨聲群星合唱 |
| 2012年                         |                          |                      |                      |                      |                      | | |
|                                | Let's Go Celebrate       | -                    | -                    | -                    | -                    | 《Supervoice》新年版 超級巨聲群星合唱 | 《Supervoice》新年版 超級巨聲群星合唱 |
| 雙飛                           | 一生一心                 | -                    | -                    | 3                    | -                    | 無綫電視劇《天梯》主題曲 | 無綫電視劇《天梯》主題曲 |
| 雙飛                           | 雙飛                     | 2                    | 7                    | 3                    | 1                    | 首支冠軍歌 出道作品 | 首支冠軍歌 出道作品 |
| 雙飛                           | 幸福                     | 3                    | 3                    | -                    | 2                    | | |
| 雙飛                           | 失控                     | -                    | -                    | -                    | -                    | | |
| 化蝶                           | 明日                     | 16                   | -                    | -                    | -                    | | |
| 2013年                         |                          |                      |                      |                      |                      | | |
|                                | 喜氣洋洋                 | 19                   | 11                   | -                    | -                    | 星煥群星合唱 | 星煥群星合唱 |
|                                | We Dream                 | ×                    | ×                    | ×                    | 2                    | 《星夢傳奇》主題曲 TVB群星合唱 | 《星夢傳奇》主題曲 TVB群星合唱 |
| 化蝶                           | 暗戀                     | -                    | -                    | 3                    | 2                    | 與吳若希合唱 | 與吳若希合唱 |
| 化蝶 TV Love Songs Forever     | 化蝶                     | -                    | 1                    | 2                    | 1                    | 首支兩台冠軍歌 無綫電視劇《師父·明白了》插曲 翻唱何韻詩作品 | 首支兩台冠軍歌 無綫電視劇《師父·明白了》插曲 翻唱何韻詩作品 |
| 化蝶                           | 明白了                   | -                    | 12                   | 4                    | 6                    | 無綫電視劇《師父·明白了》主題曲 | 無綫電視劇《師父·明白了》主題曲 |
| 2014年                         |                          |                      |                      |                      |                      | | |
|                                | We Are The Only One      | -                    | -                    | -                    | 1                    | 《2014 FIFA巴西世界盃》TVB主題曲 TVB群星合唱 | 《2014 FIFA巴西世界盃》TVB主題曲 TVB群星合唱 |
| TV Love Songs Forever          | 棋逢敵手                 | -                    | -                    | -                    | 5                    | 無綫電視劇《點金勝手》片尾曲 與徐子珊合唱 | 無綫電視劇《點金勝手》片尾曲 與徐子珊合唱 |
| 明知故犯                       | 高攀                     | -                    | -                    | 4                    | -                    | 無綫電視劇《載得有情人》主題曲 | 無綫電視劇《載得有情人》主題曲 |
| 2015年                         |                          |                      |                      |                      |                      | | |
| TV Love Songs Forever 明知故犯 | 真相                     | -                    | -                    | -                    | 3                    | 無綫電視劇《天眼》主題曲 與許廷鏗合唱 | 無綫電視劇《天眼》主題曲 與許廷鏗合唱 |
| 明知故犯                       | 相信明天                 | -                    | 1                    | 2                    | 1                    | 無綫電視劇《刀下留人》主題曲 | 無綫電視劇《刀下留人》主題曲 |
|                                | 一夜成名                 | -                    | -                    | -                    | 1                    | 《2015香港小姐競選》主題曲 與許廷鏗、鄭俊弘合唱 | 《2015香港小姐競選》主題曲 與許廷鏗、鄭俊弘合唱 |
| 明知故犯                       | 明知故犯                 | -                    | 1                    | 3                    | 1                    | 翻唱許美靜作品 DBC華語歌曲流行指數：4 無綫電視劇《把關者們》片尾曲 | 翻唱許美靜作品 DBC華語歌曲流行指數：4 無綫電視劇《把關者們》片尾曲 |
| 2016年                         |                          |                      |                      |                      |                      | | |
| 明知故犯                       | 如夢初醒                 | -                    | -                    | 2                    | -                    | 翻唱彭羚作品 | 翻唱彭羚作品 |
|                                | 財神到                   | -                    | -                    | -                    | 2                    | 與星夢群星合唱 Featuring 羅蘭、胡楓、Joe Junior 翻唱許冠傑作品 | 與星夢群星合唱 Featuring 羅蘭、胡楓、Joe Junior 翻唱許冠傑作品 |
| 明知故犯                       | 讓我放開                 | -                    | -                    | -                    | 1                    | | |
| My TV Love Songs 到此一遊      | 天地不容                 | -                    | -                    | 2                    | 1                    | 無綫電視劇《殭》片尾曲 | 無綫電視劇《殭》片尾曲 |
| 到此一遊                       | 命運的意外               | -                    | -                    | -                    | 1                    | 無綫電視劇《純熟意外》主題曲 | 無綫電視劇《純熟意外》主題曲 |
|                                | 乘風                     | ×                    | ×                    | ×                    | 2                    | 《TVB Amazing Summer 2016》主題曲 TVB群星合唱 | 《TVB Amazing Summer 2016》主題曲 TVB群星合唱 |
| 2017年                         |                          |                      |                      |                      |                      | | |
| 到此一遊                       | 情人自擾                 | 19                   | 3                    | 3                    | 1                    | iTunes Genres Music Top:1 iTunes Cantonpop Top:1 hmv PLAY 本週新歌排行榜：1 | iTunes Genres Music Top:1 iTunes Cantonpop Top:1 hmv PLAY 本週新歌排行榜：1 |
| 到此一遊                       | 朋友身份                 | 13                   | 3                    | 2                    | 1                    | kkbox 本地新歌榜：8 iTunes Cantonpop Top:1 2018GG音樂流行榜Week25: 1 | kkbox 本地新歌榜：8 iTunes Cantonpop Top:1 2018GG音樂流行榜Week25: 1 |
| 到此一遊                       | 到此一遊                 | -                    | 3                    | 1                    | 1                    | 無綫電視劇《降魔的》主題曲 hmv PLAY 本週新歌排行榜：1 加拿大至 HIT 中文歌曲排行榜：4 kkbox 本地新歌榜：5 Kkbox人氣本地熱播榜：1 Kkbox綜合新歌榜：1 iTunes Overall Pop Top:1 iTunes Cantonpop Top:1 | 無綫電視劇《降魔的》主題曲 hmv PLAY 本週新歌排行榜：1 加拿大至 HIT 中文歌曲排行榜：4 kkbox 本地新歌榜：5 Kkbox人氣本地熱播榜：1 Kkbox綜合新歌榜：1 iTunes Overall Pop Top:1 iTunes Cantonpop Top:1 |
| 到此一遊                       | 遙不可及                 | -                    | 3                    | -                    | (1)                  | 無綫電視劇《降魔的》片尾曲 加拿大至 HIT 中文歌曲排行榜：10 kkbox 本地新歌榜：9 iTunes Overall Pop Top:1 iTunes Cantonpop Top:1                                                                     | 無綫電視劇《降魔的》片尾曲 加拿大至 HIT 中文歌曲排行榜：10 kkbox 本地新歌榜：9 iTunes Overall Pop Top:1 iTunes Cantonpop Top:1 |
| 2018年                         |                          |                      |                      |                      |                      | | |
| 到此一遊                       | 今天之後                 | -                    | -                    | -                    | 1                    | kkbox 本地新歌榜：7 | kkbox 本地新歌榜：7 |
| 妳幸福嗎                       | 偷聽情歌                 | -                    | 3                    | 4                    | 1                    | 2018GG音樂流行榜Week25: 1 iTunes熱門歌曲榜：1 | 2018GG音樂流行榜Week25: 1 iTunes熱門歌曲榜：1 |
| 妳幸福嗎                       | 偉業街                   | 20                   | 2                    | 3                    | 1                    | 加拿大至 HIT 中文歌曲排行榜：2 2018GG音樂流行榜Week46: 1 iTunes熱門歌曲榜：1 | 加拿大至 HIT 中文歌曲排行榜：2 2018GG音樂流行榜Week46: 1 iTunes熱門歌曲榜：1 |
|                                | 為全世界歌唱             | ×                    | 1                    | ×                    | ×                    | 《第四十一屆十大中文金曲》主題曲 與鄭欣宜、AGA、周柏豪、梁釗峰、陳柏宇、Gin Lee、JW、許廷鏗、吳業坤合唱                                                                                            | 《第四十一屆十大中文金曲》主題曲 與鄭欣宜、AGA、周柏豪、梁釗峰、陳柏宇、Gin Lee、JW、許廷鏗、吳業坤合唱 |
| 妳幸福嗎                       | 太難開始                 | -                    | 3                    | 2                    | 1                    | 無綫電視劇《救妻同學會》片尾曲 加拿大至 HIT 中文歌曲排行榜：1 | 無綫電視劇《救妻同學會》片尾曲 加拿大至 HIT 中文歌曲排行榜：1 |
| 2019年                         |                          |                      |                      |                      |                      | | |
| 妳幸福嗎                       | 為愛冒險                 | -                    | -                    | -                    | 1                    | 無綫電視劇《救妻同學會》主題曲 | 無綫電視劇《救妻同學會》主題曲 |
| 派台歌曲成績（五台）           |                          |                      |                      |                      |                      | | |
| 唱片                           | 歌曲                     | 903                  | RTHK                 | 997                  | TVB                  | ViuTV | 備註 |
| 2020年                         |                          |                      |                      |                      |                      | | |
| 妳幸福嗎                       | 沒身份妒忌               | 14                   | 1                    | 2                    | 1                    | × | 加拿大至 HIT 中文歌曲排行榜：1 KKBOX本地新歌週榜：1（連續四星期） JOOX本地熱播榜：1 MusicOne歌曲榜：1 美國星島流行榜：1 2020GG音樂流行榜Week5:1 |
| 妳幸福嗎                       | 凡人不懂愛               | -                    | 1                    | 1                    | 1                    | × | 首支三台冠軍歌 無綫電視劇《降魔的2.0》插曲 加拿大至 HIT 中文歌曲排行榜：1 KKBOX本地歌曲+新歌週榜：1 JOOX本地熱播榜：1 MusicOne歌曲榜：1 YouTube Music Song ：1 iTunes熱門歌曲榜：1 美國星島流行榜：1 馬來西亞MY Astro至尊流行榜：1 馬來西亞KKBOX首半年最高收聽率歌曲：1                                                 |
| 妳幸福嗎                       | 十字路口                 | ×                    | ×                    | ×                    | 1                    | × | 無綫電視劇《降魔的2.0》主題曲 新加坡KKBOX廣東歌曲排行榜：1 |
| 妳幸福嗎                       | 妳幸福嗎?                | -                    | 1                    | 2                    | (1)                  | × | 加拿大至 HIT 中文歌曲排行榜：2 美國星島流行榜：1 iTunes熱門歌曲榜：1 馬來西亞989精彩聲勢排行榜：1 馬來西亞KKBOX廣東歌曲排行榜：1 新加坡KKBOX廣東歌曲排行榜：1 廣東廣播電視台音樂之聲粵語歌曲排行榜：1 |
| 妳幸福嗎                       | 一刀切                   | -                    | 6                    | 3                    | 1                    | × | 加拿大至 HIT 中文歌曲排行榜：8 iTunes熱門歌曲榜：1 廣州電台勁歌王榜：1 馬來西亞KKBOX廣東歌曲排行榜：1 新加坡KKBOX廣東歌曲排行榜：1 |
| 2021年                         |                          |                      |                      |                      |                      | | |
| ex:CHANGE                      | 心跳移植                 | -                    | 3                    | 2                    | 1                    | × | 加拿大至 HIT 中文歌曲排行榜：5 iTunes熱門歌曲榜：1 美國星島流行榜：(1) 馬來西亞KKBOX廣東歌曲排行榜：{1} 新加坡KKBOX廣東歌曲排行榜：(1) |
| ex:CHANGE                      | 整親                     | 2                    | 1                    | 1                    | 1                    | × | 三台冠軍歌 加拿大至 HIT 中文歌曲排行榜：2 iTunes熱門歌曲榜：1 美國星島流行榜： 1 華人Famous音樂排行榜：1 廣州電台勁歌王榜：1 廣東廣播電視台音樂之聲粵語歌曲排行榜：1 馬來西亞KKBOX廣東歌曲排行榜：[1] JOOX Top Trending Track: 1 新加坡KKBOX廣東歌曲排行榜：[1] 馬來西亞KKBOX日榜：1 華語金曲榜：3 JOOX Top50fans最愛:1 |
| ex:CHANGE                      | 今天不營業               | 1                    | 1                    | 1                    | 1                    | × | 首支四台冠軍歌 加拿大至 HIT 中文歌曲排行榜：1 馬來西亞KKBOX廣東歌曲排行榜：{1} 新加坡KKBOX廣東歌曲排行榜：[1] 華人Famous音樂排行榜：1 廣東廣播電視台音樂之聲粵語歌曲排行榜：1 廣州電台勁歌王榜：1 |
| ex:CHANGE                      | 謝謝你的應援             | -                    | 5                    | 2                    | 1                    | × | 加拿大至 HIT 中文歌曲排行榜：2 馬來西亞KKBOX廣東歌曲排行榜：{1} 新加坡KKBOX廣東歌曲排行榜：1 Newway 熱唱榜：1 美國星島流行榜：6 |
| ex:CHANGE                      | 愛是帶種缺陷的美         | -                    | 3                    | 2                    | 1                    | × | 與炎明熹合唱 加拿大至HIT中文歌曲排行榜：5 iTunes熱門歌曲榜：1 馬來西亞KKBOX廣東歌曲排行榜：(1) 新加坡KKBOX廣東歌曲排行榜：1 Meeeepmore Asia 華人Famous音樂排行榜：1 |
| 2022年                         |                          |                      |                      |                      |                      | | |
| 我們在結束時開始 新曲+精選     | 太多不知道               | ×                    | ×                    | ×                    | -                    | × | 無綫電視劇《愛上我的衰神》主題曲 馬來西亞KKBOX廣東歌曲排行榜：{1} 新加坡KKBOX廣東歌曲排行榜：[1] |
| 我們在結束時開始 新曲+精選     | 我們在結束時開始         | -                    | 2                    | 6                    | 1                    | × | 跨年上榜（RTHK、TVB） iTunes熱門歌曲榜：1 新加坡KKBOX廣東歌曲排行榜：1 加拿大至HIT中文歌曲排行榜：16 |
| 2023年                         |                          |                      |                      |                      |                      | | |
|                                | 友共情                   | ×                    | ×                    | ×                    | 2                    | × | 與吳業坤合唱，翻唱古巨基歌曲 無綫電視劇《廉政狙擊》粵語版主題曲 加拿大至 HIT 中文歌曲排行榜：2 |
| 在幕Moods                      | Give Me A Chance（國）   | -                    | 2                    | -                    | 1                    | × | iTunes熱門國語歌曲榜：1 馬來西亞KKBOX國語新歌排行榜：[1] 馬來西亞MY20大咖音樂榜：1 美國KTSF音樂推介：1 加拿大A1流行榜：1 |
| 在幕Moods                      | 小孩（國）               | -                    | 3                    | -                    | ×                    | × | iTunes熱門國語歌曲榜：1 馬來西亞MY20大咖音樂榜：1 |
| 在幕Moods                      | 愛是想觸碰卻收回手（國） | -                    | -                    | -                    | 3                    | × | |
| 2024年                         |                          |                      |                      |                      |                      | | |
|                                | City Light（國）         | -                    | -                    | -                    | -                    | × | iTunes熱門國語歌曲榜：1 新城國語力排行榜： 1 馬來西亞KKBOX國語新歌排行榜：[1] |
| 2025年                         |                          |                      |                      |                      |                      | | |
|                                | 恆溫行李                 | ×                    | ×                    | ×                    | -                    | × | |

| 各台冠軍歌總數 | 各台冠軍歌總數 | 各台冠軍歌總數 | 各台冠軍歌總數 | 各台冠軍歌總數 | 各台冠軍歌總數    | 各台冠軍歌總數                      |
| -------------- | -------------- | -------------- | -------------- | -------------- | ----------------- | ----------------------------------- |
| 四台a          | 903            | RTHK           | 997            | TVB            | 備註              | 備註                                |
| 四台a          | 1              | 9              | 4              | 30             | 四台冠軍歌總數：1 | 四台冠軍歌總數：1                   |
| 四台a          | 1              | 9              | 4              | 32             | 冠軍週數          | 冠軍週數                            |
| 五台b          | 903            | RTHK           | 997            | TVB            | ViuTV             | 備註                                |
| 五台b          | 1              | 5              | 3              | 12             | 0                 | 五台冠軍歌總數：0 四台冠軍歌總數：1 |
| 五台b          | 1              | 5              | 3              | 13             | 0                 | 冠軍週數                            |

- （*）仍在榜上
- （-）未能上榜
- （×）沒有派往該台
- （(1)）兩週冠軍
- （[1]）三週冠軍
- （{1}）四週冠軍
- ^  注解a：包括2020年後的冠軍歌曲
- ^  注解b：2020年起

## 演唱會／音樂會

### 香港個人音樂會
| 日期               | 演唱會名稱                                                | 場數 | 場地                        | 主辦單位 | 備註                    |
| 2012年11月11日     | NEWAY MUSIC LIVE x 胡鴻鈞音樂會                           | 1    | 九龍灣國際展貿中心MusicZone | Neway    | 嘉賓：鄭欣宜、張敬軒    |
| 2018年12月9日      | SmarTone全力支持：《KKBOX LIVE: Huberthood 胡鴻鈞音樂會》 | 1    | 香港會議展覽中心 Hall 5FG   | 星夢娛樂 | 嘉賓：吳若希、Dear Jane |
| 2021年1月13日      | JOOX LIVE: 胡鴻鈞 Cozy Room 線上音樂會                    | 1    | 九龍灣國際展貿中心MusicZone | JOOX     |                         |
| 2021年11月26及27日 | Citi信用卡獨家呈獻：胡鴻鈞 2021 The Day After演唱會       | 2    | 九龍灣國際展貿中心匯星      | 星夢娛樂 | 嘉賓：鄭欣宜、炎明熹    |

### 個人巡迴音樂會（非香港站）
| 日期              | 演唱會名稱                                        | 場數 | 場地                       | 主辦單位           | 備註         |
| 2022年8月11日     | 胡鴻鈞THE DAY 到此·開始音樂會 - 廣州站            | 1    | 中央車站展演中心Rock House | 寶輝娛樂           |              |
| 2022年10月23日    | 胡鴻鈞THE DAY WITH YOU與你到此一遊音樂會 - 澳門站 | 1    | 百老匯舞台                 | 寶輝娛樂、嘉惠文化 | 嘉賓：吳業坤 |
| 2022年10月27-28日 | 胡鴻鈞THE DAY 到此·開始音樂會 - 佛山站            | 2    | 南海影劇院                 | 寶輝娛樂           |              |
| 2022年11月21日    | 胡鴻鈞THE DAY 到此·開始音樂會 - 東莞站            | 1    | 聚橙院線東城影劇院         | 寶輝娛樂           |              |
| 2023年1月6日      | 胡鴻鈞THE DAY 到此·開始音樂會 - 深圳站            | 1    | SOFUN LIVE                 | 寶輝娛樂           |              |
| 2023年3月18日     | 胡鴻鈞THE DAY 到此·開始音樂會 - 珠海站            | 1    | 對白SPACE                  | 寶輝娛樂           |              |
| 2023年4月14日     | 胡鴻鈞THE DAY 到此·開始音樂會 - 江門站            | 1    | 江門僑都大劇院             | 寶輝娛樂           | 嘉賓：吳業坤 |
| 2023年5月19日     | 胡鴻鈞THE DAY 到此·開始音樂會 - 順德站            | 1    | 順德演藝中心大劇院         | 寶輝娛樂           | 嘉賓：吳若希 |
| 2023年7月8日      | 胡鴻鈞THE DAY 到此·開始音樂會 - 廣州站（完美篇）  | 1    | 中山紀念堂                 | 寶輝娛樂           |              |
| 2024年6月5日      | 胡鴻鈞《在幕MOODS》演唱會                         | 1    | 雲頂雲星劇場               | 索尼音樂中國       |              |
| 2025年3月21日     | 胡鴻鈞Against All Odds役風巡迴音樂會2025 - 江門站 | 1    | 江門演藝中心僑都大劇院     | 寶輝娛樂           |              |

### 非個人音樂會
| 日期           | 演唱會名稱                                            | 場數 | 場地     | 主辦單位 | 備註 |
| 2010年10月9日  | 超級巨聲2畢業演唱會                                   | 1    | 香港     | 無綫電視 | 與一眾《超級巨聲2》參賽者 |
| 2014年2月13日  | 蝶戀花 When Love Encounters 情人節交響音樂會          | 1    | 香港     |          | 與史韶韻、Music Lab管弦樂團 |
| 2015年2月12日  | 新城All 4 Love 誘情音樂會                             | 1    | 香港     | 新城電台 | 與梁漢文、許廷鏗、鄭俊弘 |
| 2015年7月27日  | 12音樂門·逃 - 冷靜與熱情之間 - 胡鴻鈞 x 狄易達 音樂會 | 1    | 香港     |          | 嘉賓：許廷鏗 |
| 2019年6月15日  | 吳若希 Jinny．胡鴻鈞 Hubert LIVE CONCERT              | 1    | 美國     |          | 與吳若希 |
| 2021年8月26日  | 新城30+集體回憶 音樂會                                | 1    | 香港     | 新城電台 | 與蘇永康、菊梓喬、鄭欣宜、泳兒、太極樂隊、曾樂彤、施匡翹、ANSONBEAN、Delta T                                                                                 |
| 2022年1月1日   | 聲夢維港Party Together演唱會2022                      | 1    | 香港     | New TV   | |
| 2022年11月29日 | So Cool音樂會                                         | 1    | 香港     | 新城電台 | 與蘇道哲、林欣彤、雲浩影、鍾柔美 |
| 2024年6月8日   | 新城唱好海洋公園音樂會 周禮茂作品展                   | 1    | 香港     | 新城電台 | 與陳慧琳、楊千嬅、張敬軒、林奕匡、葉巧琳、黃淑蔓、周吉佩、余宗遙、Kerryta、黃明德、鍾柔美、詹天文、林智樂、孫漢霖                                            |
| 2024年7月27日  | 星星相識•齊盡興Having Fun Together                    | 1    | 澳門     | 天星娛樂 | 與胡楓、陳豪、馬國明、譚俊彦、陳展鵬、胡定欣、林夏薇、李思捷、阮兆祥、王灝兒、周吉佩、羅啟豪、支嚳儀、譚輝智、顏米羔、姚焯菲、鍾柔美、詹天文、黃奕斌、冼靖峰 |
| 2024年12月8日  | GROW WITH THE FLOW 演唱會-香港站                      | 1    | 香港     | 森立演藝 | 與吳業坤 |
| 2025年6月28日  | 愛在六月天音樂派對                                    | 1    | 馬來西亞 |          | 與劉佩玥、吳業坤 |
| 2025年8月2日   | To Be Continued 音樂會                                | 1    | 佛山     | 無限演出 | 與吳業坤 |

### 演唱會及大型音樂會嘉賓
| 日期                 | 演唱會名稱                      | 場數 | 場地                            | 備註         |
| 2011年7月23日        | 福祿壽宇宙最長演唱會            | 1    | 美國                            |              |
| 2012年4月8日         | 東方之珠音樂會                  | 1    | 台北                            |              |
| 2013年6月28日        | LiveTube 音樂會                 | 1    | 九龍灣國際展貿中心MusicZone     |              |
| 2013年11月1日        | 中國好聲音演唱會 香港站         | 1    | 香港                            |              |
| 2014年5月5日         | 新城為80喝采音樂會              | 1    | 灣仔香港會議展覽中心 Hall 5B, C |              |
| 2015年5月8-9日及19日 | 顧嘉煇榮休盛典演唱會            | 3    | 紅磡體育館                      |              |
| 2015年7月19日        | 群星閃爍慈善夜演唱會            | 1    | 溫哥華                          |              |
| 2015年10月2日        | 國慶青年音樂會                  | 1    | 紅磡體育館                      |              |
| 2016年7月23及24日    | 歌詞大師盧國沾作品演唱會        | 2    | 紅磡體育館                      |              |
| 2016年8月7日         | 新城25聲光綻放音樂會            | 1    | 灣仔香港會議展覽中心 Hall 5B, C |              |
| 2019年3月12日        | KKBOX香港風雲榜                 | 1    | 灣仔香港會議展覽中心 Hall 5B, C | 得獎風雲歌手 |
| 2021年8月26日        | 新城30+集體回憶音樂會           | 1    | 灣仔香港會議展覽中心 Hall 5B, C |              |
| 2022年12月3日        | 博愛青年音樂會                  | 1    | 灣仔伊利沙伯體育館              |              |
| 2023年3月25日        | 無限超越群星演唱會              | 1    | 澳門威尼斯人金光綜藝館          |              |
| 2023年6月24日        | 2023吳若希初遇巡迴音樂會-東莞站 | 1    | 東莞東莞聚橙院線東城影劇院      |              |

## 演出作品

### 電視劇
| 首播     | 劇名           | 角色                            |
| 無綫電視 |                |                                 |
| 2011年   | 誰家灶頭無煙火 | 靚仔歌手（第129集）（特別演出） |
| 2015年   | 衝線           | 戴家豪（Henry）                 |
| 2016年   | 殭             | 龐（仔）                        |
| 2017年   | 降魔的         | 石敢當／莫偉豪（豪仔）          |
| 2017年   | 誇世代         | 潘榮亨（Henry）                 |
| 2018年   | 棟仁的時光     | 羅瑞楠（GG）                    |
| 2018年   | 救妻同學會     | 李恩朗（思朗）                  |
| 2020年   | 降魔的2.0      | 莫偉豪（豪仔）／石敢當          |
| 2021年   | 陀槍師姐2021   | 阿俊（特别演出）                |
| 2021年   | 十月初五的月光 | 文初（初哥哥）                  |
| 2021年   | 愛上我的衰神   | 陳北河                          |
| 2022年   | 金宵大廈2      | 小程                            |
| 2023年   | 法言人         | 胡鴻鈞（特別演出）              |

### 電影
| 首映   | 電影名     | 角色   |
| 2022年 | 一樣的天空 | 李立品 |

### 廣播劇
| 首播     | 劇名                          | 角色  |
| 香港電台 |                               |       |
| 2021年   | 我們一直都在 —— 說故事        | 發仔  |
| 2023年   | 我們一直都在說故事 五枝旗桿等 | Eddie |

### 電視節目
| 年份        | 節目名                                           | 備註       |
| 無綫電視    |                                                  |            |
| 2011-2012年 | 360°                                             |            |
| 2012年      | 台灣闖蕩                                         |            |
| 2012年      | 台灣闖蕩2                                        |            |
| 2014-2016年 | 勁歌金曲                                         |            |
| 2014年      | 這個聖誕不太冷                                   | 第1-3集    |
| 2015年      | 韓·味·道2                                        |            |
| 2016年      | J2靚聲王                                         | 第17、18集 |
| 2016年      | 反斗紅星冇暑假 嘩鬼上學去                        | 第1-5集    |
| 2018年      | 降魔的 捉妖遊戲                                  | 石敢當     |
| 2023年      | 星光熠熠耀保良                                   |            |
| 2023年      | 香港同胞慶祝中華人民共和國成立七十四周年文藝晚會 |            |
| 2023年      | 善心滿載仁愛堂                                   |            |
| 2025年      | 聲秀                                             | 導師       |
| Astro       |                                                  |            |
| 2018年      | 星級健康5之敢·動·人生                            | 第5、6集   |

## 曾獲獎項及提名

### 音樂獎項
| 年份   | 頒獎單位                                   | 獎項                                     | 作品                           | 結果     |
| ------ | ------------------------------------------ | ---------------------------------------- | ------------------------------ | -------- |
| 2010年 | 超級巨聲2                                  | 亞軍                                     | 不適用                         | 獲獎     |
| 2010年 | 超級巨聲2                                  | 飛躍進步巨聲                             | 不適用                         | 獲獎     |
| 2010年 | TVB全球華人新秀歌唱大賽2010                | 冠軍                                     | 不適用                         | 獲獎     |
| 2011年 | 2011勁歌金曲優秀選第二回                   | 新人薦場飆星獎                           | 不適用                         | 獲獎     |
| 2011年 | 韓國CMB Chin Chin Star Festival 2011       | 銅獎                                     | 不適用                         | 獲獎     |
| 2012年 | 2012勁歌金曲優秀選第二回                   | 得獎歌曲                                 | 《雙飛》                       | 獲獎     |
| 2012年 | 2012勁歌金曲優秀選第三回                   | 得獎歌曲                                 | 《幸福》                       | 獲獎     |
| 2012年 | 2012 YES!! Idol                            | Hot爆新人王                              | 不適用                         | 獲獎     |
| 2012年 | 2012年度TVB8金曲榜頒獎典禮                 | TVB8金曲榜最佳新人獎                     | 不適用                         | 金獎     |
| 2012年 | YAHOO!搜尋人氣大獎2012                     | 樂壇新勢力                               | 不適用                         | 獲獎     |
| 2012年 | 新城勁爆頒獎禮2012                         | 新城勁爆新人王（男歌手）                 | 不適用                         | 獲獎     |
| 2012年 | 加拿大至HIT中文歌曲排行榜2012年度總選      | 全國推崇新男歌手                         | 不適用                         | 獲獎     |
| 2012年 | 加拿大至HIT中文歌曲排行榜2012年度總選      | 全國推崇十大歌曲                         | 《幸福》                       | 獲獎     |
| 2012年 | 2012年度十大勁歌金曲頒獎典禮               | 最受歡迎新人（男）獎                     | 不適用                         | 金獎     |
| 2012年 | 2012年度十大勁歌金曲頒獎典禮               | 最受歡迎男歌星                           | 不適用                         | 提名     |
| 2012年 | 2012年度十大勁歌金曲頒獎典禮               | 亞太區最受歡迎男歌星                     | 不適用                         | 提名     |
| 2012年 | 2012年度十大勁歌金曲頒獎典禮               | 2012年度傑出表現獎                       | 不適用                         | 提名     |
| 2012年 | SINA Music樂壇民意指數頒獎禮2012           | SINA Music 電視劇主題曲大獎              | 《一生一心》                   | 獲獎     |
| 2012年 | 第三十五屆十大中文金曲頒獎音樂會           | 最有前途新人獎                           | 不適用                         | 金獎     |
| 2012年 | 〈音樂先鋒榜〉2012年度頒獎典禮             | 年度先鋒新人（香港）                     | 不適用                         | 獲獎     |
| 2012年 | IFPI香港唱片銷量大獎2012                   | 最暢銷本地男新人                         | 不適用                         | 獲獎     |
| 2013年 | 第9屆「勁歌王」全球華人樂壇音樂盛典        | 最佳新人獎                               | 不適用                         | 獲獎     |
| 2013年 | 新城國語力頒獎禮2013                       | 新城國語力新人王                         | 不適用                         | 獲獎     |
| 2013年 | YAHOO!搜尋人氣大獎2013                     | 人氣電視劇集主題曲                       | 《化蝶》                       | 獲獎     |
| 2013年 | 新城勁爆頒獎禮2013                         | 勁爆歌曲                                 | 《化蝶》                       | 獲獎     |
| 2013年 | 新城勁爆頒獎禮2013                         | 新城勁爆合唱歌曲                         | 《暗戀》（與吳若希合唱）       | 獲獎     |
| 2013年 | 加拿大至HIT中文歌曲排行榜2013年度總選      | 全國推崇十大歌曲                         | 《化蝶》                       | 獲獎     |
| 2013年 | 2013年度勁歌金曲頒獎典禮                   | 勁歌金曲獎                               | 《明白了》                     | 第十三位 |
| 2013年 | 2013年度勁歌金曲頒獎典禮                   | 勁歌金曲獎                               | 《化蝶》                       | 第二位   |
| 2013年 | 2013年度勁歌金曲頒獎典禮                   | 最受歡迎男歌星                           | 不適用                         | 提名     |
| 2013年 | 新城勁爆兒歌頒獎禮2013                     | 新城勁爆兒歌                             | 《踢出天際》                   | 獲獎     |
| 2013年 | 新城勁爆兒歌頒獎禮2013                     | 新城勁爆活力兒歌大獎                     | 《踢出天際》                   | 獲獎     |
| 2013年 | 新城勁爆兒歌頒獎禮2013                     | 新城勁爆兒歌男歌手                       | 不適用                         | 獲獎     |
| 2014年 | 2014勁歌金曲優秀選第二回                   | 得獎歌曲                                 | 《棋逢敵手》（與徐子珊合唱）   | 獲獎     |
| 2014年 | 2014年度勁歌金曲頒獎典禮                   | 勁歌金曲獎                               | 《棋逢敵手》（與徐子珊合唱）   | 獲獎     |
| 2014年 | 2014年度勁歌金曲頒獎典禮                   | 最受歡迎男歌星                           | 不適用                         | 提名     |
| 2014年 | 新城勁爆頒獎禮2014                         | 新城勁爆原創歌曲                         | 《高攀》                       | 獲獎     |
| 2014年 | 第10屆「勁歌王」全球華人樂壇音樂盛典       | 最佳原創歌曲                             | 《高攀》                       | 獲獎     |
| 2015年 | 2015勁歌金曲優秀選第一回                   | 得獎歌曲                                 | 《真相》（與許廷鏗合唱）       | 獲獎     |
| 2015年 | 2015勁歌金曲優秀選第二回                   | 得獎歌曲                                 | 《明知故犯》                   | 獲獎     |
| 2015年 | 星和無綫電視大獎2015                       | 我最愛TVB電視主題曲                      | 《真相》（與許廷鏗合唱）       | 獲獎     |
| 2015年 | 2015年度勁歌金曲頒獎典禮                   | 勁歌金曲奬                               | 《真相》（與許廷鏗合唱）       | 獲獎     |
| 2015年 | 2015年度勁歌金曲頒獎典禮                   | 勁歌金曲奬                               | 《明知故犯》                   | 獲獎     |
| 2015年 | 2015年度勁歌金曲頒獎典禮                   | 最受歡迎男歌星                           | 不適用                         | 提名     |
| 2015年 | 2015年度勁歌金曲頒獎典禮                   | 最佳改編歌曲                             | 《明知故犯》                   | 金獎     |
| 2015年 | 新城勁爆頒獎禮2015                         | 勁爆歌曲                                 | 《明知故犯》                   | 獲獎     |
| 2015年 | 2015年度TVB8金曲榜頒獎典禮                 | TVB8金曲榜金曲奬                         | 《明知故犯》                   | 獲獎     |
| 2015年 | 香港流行音樂MV頒獎典禮2015第三季季選       | 得獎MV                                   | 《明知故犯》                   | 獲獎     |
| 2015年 | 香港流行音樂MV頒獎典禮2015年度總選頒獎典禮 | 全年最具人氣MV大獎                       | 《明知故犯》                   | 銅獎     |
| 2016年 | 2016勁歌金曲優秀選第一回                   | 得獎歌曲                                 | 《讓我放開》                   | 獲獎     |
| 2016年 | 2016勁歌金曲優秀選第一回                   | 得獎歌曲                                 | 《如夢初醒》                   | 獲獎     |
| 2016年 | 2016勁歌金曲優秀選第二回                   | 得獎歌曲                                 | 《天地不容》                   | 獲獎     |
| 2016年 | 第11屆「勁歌王」全球華人樂壇音樂盛典       | 粵語金曲獎                               | 《明知故犯》                   | 獲獎     |
| 2016年 | 第11屆「勁歌王」全球華人樂壇音樂盛典       | 飛躍歌手（港台）                         | 不適用                         | 獲獎     |
| 2016年 | 新城勁爆頒獎禮2016                         | 勁爆十二樂勢力                           | 不適用                         | 獲獎     |
| 2016年 | 2016年度勁歌金曲頒獎典禮                   | 勁歌金曲奬                               | 《天地不容》                   | 獲獎     |
| 2016年 | 2016年度勁歌金曲頒獎典禮                   | 最受歡迎男歌星                           | 不適用                         | 提名     |
| 2016年 | 加拿大至HIT中文歌曲排行榜2016年度總選      | 全國推崇十大歌曲（粵語）                 | 《明知故犯》                   | 獲獎     |
| 2016年 | 第三屆粵語歌曲排行榜頒獎典禮               | 最佳MV大獎                               | 《讓我放開》                   | 獲獎     |
| 2017年 | 2017勁歌金曲優秀選第一回                   | 得獎歌曲                                 | 《情人自擾》                   | 獲獎     |
| 2017年 | 2017勁歌金曲優秀選第二回                   | 得獎歌曲                                 | 《朋友身份》                   | 獲獎     |
| 2017年 | 2017勁歌金曲優秀選第二回                   | 得獎歌曲                                 | 《到此一遊》                   | 獲獎     |
| 2017年 | 第四屆粵語歌曲排行榜頒獎典禮               | 最受歡迎歌曲                             | 《情人自擾》                   | 獲獎     |
| 2017年 | 第四屆粵語歌曲排行榜頒獎典禮               | 最佳MV大獎                               | 《情人自擾》                   | 獲獎     |
| 2017年 | YAHOO!搜尋人氣大獎2017                     | 人氣MV                                   | 《到此一遊》                   | 獲獎     |
| 2017年 | 2017年度勁歌金曲頒獎典禮                   | 勁歌金曲獎                               | 《到此一遊》                   | 獲獎     |
| 2017年 | 2017年度勁歌金曲頒獎典禮                   | 勁歌金曲獎                               | 《朋友身份》                   | 獲獎     |
| 2017年 | 2017年度勁歌金曲頒獎典禮                   | 最佳演繹男歌星                           | 不適用                         | 獲獎     |
| 2017年 | 2017年度勁歌金曲頒獎典禮                   | 最受歡迎歌星獎                           | 不適用                         | 提名     |
| 2018年 | 2018勁歌金曲優秀選第一回                   | 得獎歌曲                                 | 《偷聽情歌》                   | 獲獎     |
| 2018年 | 2018勁歌金曲優秀選第一回                   | 得獎歌曲                                 | 《遙不可及》                   | 獲獎     |
| 2018年 | 2018全球華語金曲獎頒獎典禮                 | 全球華語十大金曲                         | 《到此一遊》                   | 獲獎     |
| 2018年 | 2018全球華語金曲獎頒獎典禮                 | 全球華語金曲獎十周年粵港澳大灣區優秀歌手 | 不適用                         | 獲獎     |
| 2018年 | 第五屆粵語歌曲排行榜頒獎典禮               | 最受歡迎跨界歌手                         | 不適用                         | 獲獎     |
| 2018年 | 2018勁歌金曲優秀選第二回                   | 得獎歌曲                                 | 《偉業街》                     | 獲獎     |
| 2018年 | 2018勁歌金曲優秀選第二回                   | 得獎歌曲                                 | 《理性感性》                   | 獲獎     |
| 2018年 | Yahoo搜尋人氣大獎2018                      | 人氣歌曲                                 | 《偷聽情歌》                   | 獲獎     |
| 2018年 | 第四十一屆十大中文金曲                     | 十大金曲獎                               | 《到此一遊》                   | 第十位   |
| 2018年 | 新城勁爆頒獎禮2018                         | 勁爆躍進歌手                             | 不適用                         | 獲獎     |
| 2018年 | 2018年度勁歌金曲頒獎典禮                   | 最佳演繹男歌星                           | 不適用                         | 獲獎     |
| 2018年 | 2018年度勁歌金曲頒獎典禮                   | 最受歡迎男歌星                           | 不適用                         | 提名     |
| 2018年 | 2018年度勁歌金曲頒獎典禮                   | 勁歌金曲獎                               | 《遙不可及》                   | 獲獎     |
| 2018年 | 2018年度勁歌金曲頒獎典禮                   | 勁歌金曲獎                               | 《太難開始》                   | 獲獎     |
| 2018年 | 2018年度勁歌金曲頒獎典禮                   | 勁歌金曲唱片銷量大奬                     | 《到此一遊》                   | 獲獎     |
| 2019年 | 第1屆KKBOX香港風雲榜                       | 年度風雲歌手                             | 不適用                         | 獲獎     |
| 2019年 | 2019勁歌金曲優秀選第一回                   | 得獎歌曲                                 | 《為愛冒險》                   | 獲獎     |
| 2019年 | 2019年度勁歌金曲頒獎典禮                   | 勁歌金曲獎                               | 《為愛冒險》                   | 獲獎     |
| 2019年 | 2019年度勁歌金曲頒獎典禮                   | 最佳演繹男歌星                           | 不適用                         | 獲獎     |
| 2019年 | 2019年度勁歌金曲頒獎典禮                   | 最受歡迎男歌星                           | 不適用                         | 提名     |
| 2020年 | JOOX TOP聽推介2020第一季季選               | JOOX樂迷最愛ARTIST                       | 不適用                         | 獲獎     |
| 2020年 | JOOX TOP聽推介2020第一季季選               | TOP聽推介ARTIST                          | 不適用                         | 第六位   |
| 2020年 | JOOX TOP聽推介2020第一季季選               | JOOX樂迷最愛OST                          | 《凡人不懂愛》                 | 獲獎     |
| 2020年 | JOOX TOP聽推介2020第一季季選               | TOP聽推介OST                             | 《凡人不懂愛》                 | 第二位   |
| 2020年 | JOOX TOP聽推介2020第一季季選               | TOP聽推介OST                             | 《十字路口》                   | 第三位   |
| 2020年 | 2020勁歌金曲優秀選第一回                   | 得獎歌曲                                 | 《十字路口》                   | 獲獎     |
| 2020年 | 2020勁歌金曲優秀選第一回                   | 得獎歌曲                                 | 《凡人不懂愛》                 | 獲獎     |
| 2020年 | JOOX TOP聽推介2020第二季季選               | JOOX樂迷最愛ARTIST                       | 不適用                         | 獲獎     |
| 2020年 | JOOX TOP聽推介2020第二季季選               | TOP聽推介ARTIST                          | 不適用                         | 第六位   |
| 2020年 | JOOX TOP聽推介2020第二季季選               | TOP聽推介本地歌曲                        | 《妳幸福嗎》                   | 第九位   |
| 2020年 | 2020勁歌金曲優秀選第二回                   | 得獎歌曲                                 | 《妳幸福嗎？》（最高票數歌曲） | 獲獎     |
| 2020年 | 2020勁歌金曲優秀選第二回                   | 得獎歌曲                                 | 《一刀切》                     | 獲獎     |
| 2020年 | 新城勁爆頒獎禮2020                         | 勁爆人氣歌手                             | 不適用                         | 獲獎     |
| 2020年 | JOOX TOP聽推介2020第三季季選               | JOOX樂迷最愛ARTIST                       | 不適用                         | 獲獎     |
| 2020年 | JOOX TOP聽推介2020第三季季選               | TOP聽推介ARTIST                          | 不適用                         | 第九位   |
| 2020年 | JOOX TOP聽推介2020第三季季選               | JOOX樂迷最愛本地歌曲                     | 《一刀切》                     | 獲獎     |
| 2020年 | 第四十三屆十大中文金曲                     | 十大中文金曲                             | 《凡人不懂愛》                 | 獲獎     |
| 2020年 | 2020年度勁歌金曲頒獎典禮                   | 勁歌金曲獎                               | 《凡人不懂愛》                 | 獲獎     |
| 2020年 | 2020年度勁歌金曲頒獎典禮                   | 勁歌金曲獎                               | 《沒身份妒忌》                 | 獲獎     |
| 2020年 | 2020年度勁歌金曲頒獎典禮                   | 最受歡迎男歌星                           | 不適用                         | 獲獎     |
| 2020年 | 2020年度勁歌金曲頒獎典禮                   | 最受歡迎網絡男歌星                       | 不適用                         | 獲獎     |
| 2020年 | 2020年度勁歌金曲頒獎典禮                   | 最佳唱作歌手                             | 不適用                         | 金獎     |
| 2020年 | 加拿大至HIT中文歌曲排行榜年度總選2020      | 專業推崇十大歌曲                         | 《凡人不懂愛》                 | 獲獎     |
| 2020年 | 2020年度JOOX TOP聽推介頒獎禮               | 年度TOP聽推介OST                         | 第三位                         |          |
| 2020年 | 2020年度JOOX TOP聽推介頒獎禮               | 年度TOP聽推介本地歌曲                    | 第六位                         |          |
| 2020年 | 2020年度JOOX TOP聽推介頒獎禮               | 年度TOP聽編輯推介歌手                    | 不適用                         | 獲獎     |
| 2020年 | 2020年度JOOX TOP聽推介頒獎禮               | 年度TOP聽推介ARTIST                      | 不適用                         | 獲獎     |
| 2021年 | 2021勁歌金曲優秀作品第一回                 | 得獎歌曲                                 | 《整親》                       | 獲獎     |
| 2021年 | 2021年 AEG Music Awards                    | 鑽石唱作男歌星                           | 不適用                         | 獲獎     |
| 2021年 | 2021年 AEG Music Awards                    | 鑽石演繹男歌星                           | 不適用                         | 獲獎     |
| 2021年 | 2021年 AEG Music Awards                    | 鑽石創作歌曲                             | 《謝謝你的應援》               | 獲獎     |
| 2021年 | 2021年 AEG Music Awards                    | 鑽石重唱歌曲                             | 《明知故犯》                   | 獲獎     |
| 2021年 | 新城勁爆頒獎禮2021                         | 勁爆歌曲                                 | 《今天不營業》                 | 獲獎     |
| 2021年 | 新城勁爆頒獎禮2021                         | 勁爆男歌手                               | 不適用                         | 獲獎     |
| 2022年 | 新音樂榜2022                               | 年度卓越歌手（港台）                     | 不適用                         | 獲獎     |
| 2022年 | JOOX TOP聽推介2022第二季                   | 香港樂迷最愛歌手                         | 不適用                         | 獲獎     |

### 電視獎項
| 年份   | 頒獎典禮               | 獎項                    | 作品                                                 | 結果                   |
| ------ | ---------------------- | ----------------------- | ---------------------------------------------------- | ---------------------- |
| 2014   | 萬千星輝頒獎典禮2014   | 最受歡迎劇集歌曲        | 高攀（《載得有情人》主題曲）                         | 提名                   |
| 2014   | 萬千星輝頒獎典禮2014   | 最受歡迎劇集歌曲        | 棋逢敵手（《點金勝手》片尾曲；與徐子珊合唱）         | 提名                   |
| 2014   | 萬千星輝頒獎典禮2014   | 最受歡迎劇集歌曲        | 鬥快（《貓屎媽媽》主題曲）                           | 提名                   |
| 2015   | 萬千星輝頒獎典禮2015   | 最受歡迎劇集歌曲        | 真相（《天眼》主題曲；與許廷鏗合唱）                 | 提名                   |
| 2016   | 萬千星輝頒獎典禮2016   | 最受歡迎劇集歌曲        | 相信明天（《刀下留人》主題曲）                       | 提名                   |
| 2016   | 萬千星輝頒獎典禮2016   | 最受歡迎劇集歌曲        | 靈魂的痛（《末代御醫》主題曲）                       | 提名                   |
| 2016   | 萬千星輝頒獎典禮2016   | 最受歡迎劇集歌曲        | 天地不容（《殭》片尾曲）                             | 提名                   |
| 2016   | 萬千星輝頒獎典禮2016   | 最受歡迎劇集歌曲        | 命運的意外（《純熟意外》主題曲）                     | 提名                   |
| 2016   | 萬千星輝頒獎典禮2016   | 最受歡迎劇集歌曲        | 爸爸（《超能老豆》主題曲）                           | 提名                   |
| 2016   | 萬千星輝頒獎典禮2016   | 最受歡迎劇集歌曲        | 公義的抉擇（《律政強人》片尾曲）                     | 提名                   |
| 2016   | 萬千星輝頒獎典禮2016   | 最受歡迎劇集歌曲        | 造王（《幕後玩家》片尾曲）                           | 提名                   |
| 2016   | 萬千星輝頒獎典禮2016   | 飛躍進步男藝員          | 《殭》 《反斗紅星冇暑假 嘩鬼上學去》 《Ben Sir學堂》 | 提名                   |
| 2017   | 萬千星輝頒獎典禮2017   | 飛躍進步男藝員          | 《降魔的》 《誇世代》                                | 提名                   |
| 2017   | 萬千星輝頒獎典禮2017   | 最受歡迎電視男角色      | 《降魔的》                                           | 提名                   |
| 2017   | 萬千星輝頒獎典禮2017   | 最佳男配角              | 《降魔的》                                           | 提名                   |
| 2017   | 萬千星輝頒獎典禮2017   | 最受歡迎電視拍擋        | 《降魔的》                                           | 與馬國明獲提名         |
| 2017   | 萬千星輝頒獎典禮2017   | 最受歡迎劇集歌曲        | 到此一遊（《降魔的》主題曲）                         | 獲獎                   |
| 2017   | 萬千星輝頒獎典禮2017   | 最受歡迎劇集歌曲        | 遙不可及（《降魔的》片尾曲）                         | 提名                   |
| 2017   | 香港電視大獎2017       | 劇集及節目歌曲獎        | 到此一遊（《降魔的》主題曲）                         | 獲獎                   |
| 2017   | 香港電視大獎2017       | 劇集及節目歌曲獎        | 遙不可及（《降魔的》片尾曲）                         | 得票第二名             |
| 2017   | 香港電視大獎2017       | 男主角獎（劇集）        | 《降魔的》                                           | 得票第四名             |
| 2017   | 觀眾在民間電視大奬2017 | 民選飛躍進步男藝員      | 《降魔的》 《誇世代》                                | 獲獎                   |
| 2017   | 觀眾在民間電視大奬2017 | 民選最佳男配角          | 《降魔的》                                           | 獲獎                   |
| 2017   | 觀眾在民間電視大奬2017 | 民選最佳戲劇拍檔        | 《降魔的》                                           | 與馬國明獲獎           |
| 2017   | 觀眾在民間電視大奬2017 | 民選最佳電視歌曲        | 遙不可及（《降魔的》片尾曲）                         | 獲獎                   |
| 2017   | 觀眾在民間電視大奬2017 | 民選最佳電視歌曲        | 到此一遊（《降魔的》主題曲）                         | 得票第二名             |
| 2017   | YAHOO!搜尋人氣大獎2017 | 人氣電視主題曲          | 到此一遊（《降魔的》主題曲）                         | 獲獎                   |
| 2017   | 微博之星2017           | 微博給力電視劇主題曲    | 到此一遊（《降魔的》主題曲）                         | 獲獎                   |
| 2018   | 亞洲電視大獎2018       | 最佳男配角              | 《降魔的》                                           | 提名                   |
| 2018   | 萬千星輝頒獎典禮2018   | 最受歡迎電視男角色      | 《救妻同學會》                                       | 提名                   |
| 2018   | 萬千星輝頒獎典禮2018   | 飛躍進步男藝員          | 《棟仁的時光》 《救妻同學會》 《降魔的 捉妖遊戲》    | 提名                   |
| 2018   | 萬千星輝頒獎典禮2018   | 最受歡迎電視歌曲        | 最難忘一天（《棟仁的時光》主題曲）                   | 提名                   |
| 2018   | 萬千星輝頒獎典禮2018   | 最受歡迎電視歌曲        | 今生無憾（《三國機密之潛龍在淵》主題曲）             | 提名                   |
| 2018   | 萬千星輝頒獎典禮2018   | 最受歡迎電視歌曲        | 理性感性（《是咁的，法官閣下》主題曲）               | 提名                   |
| 2018   | 萬千星輝頒獎典禮2018   | 最受歡迎電視歌曲        | 為愛冒險（《救妻同學會》主題曲）                     | 提名                   |
| 2018   | 萬千星輝頒獎典禮2018   | 最受歡迎電視歌曲        | 太難開始（《救妻同學會》片尾曲）                     | 提名                   |
| 2018   | 觀眾在民間電視大奬2018 | 民選飛躍進步男藝員      | 《棟仁的時光》 《救妻同學會》                        | 得票第四名             |
| 2018   | 觀眾在民間電視大奬2018 | 民選最佳男配角          | 《棟仁的時光》                                       | 得票第五名             |
| 2018   | 觀眾在民間電視大奬2018 | 民選最佳男主角          | 《救妻同學會》                                       | 得票第五名             |
| 2019   | 萬千星輝頒獎典禮2019   | 最受歡迎電視歌曲        | 抱擁情人（《婚姻合伙人》主題曲）                     | 提名                   |
| 2020   | 萬千星輝頒獎典禮2020   | 最受歡迎電視歌曲        | 十字路口 （《降魔的2.0》主題曲）                     | 提名                   |
| 2020   | 萬千星輝頒獎典禮2020   | 最受歡迎電視歌曲        | 凡人不懂愛（《降魔的2.0》插曲 ）                     | 獲獎                   |
| 2020   | 萬千星輝頒獎典禮2020   | 最佳男主角              | 《降魔的2.0》                                        | 提名                   |
| 2020   | 萬千星輝頒獎典禮2020   | 最受歡迎電視男角色      | 《降魔的2.0》                                        | 最後五強               |
| 2020   | 萬千星輝頒獎典禮2020   | 最受歡迎電視拍檔        | 《降魔的2.0》                                        | 與馬國明獲提名         |
| 2021年 | 萬千星輝頒獎典禮2021   | 最佳男主角              | 《十月初五的月光》                                   | 最後十強               |
| 2021年 | 萬千星輝頒獎典禮2021   | 最受歡迎電視男角色      | 《十月初五的月光》                                   | 最後五強               |
| 2021年 | 萬千星輝頒獎典禮2021   | 馬來西亞最喜愛TVB男主角 | 《十月初五的月光》                                   | 提名                   |
| 2021年 | 萬千星輝頒獎典禮2021   | 飛躍進步男藝員          | 《十月初五的月光》                                   | 最後六強               |
| 2021年 | 萬千星輝頒獎典禮2021   | 最受歡迎電視拍檔        | 《十月初五的月光》                                   | 與何依婷、羅天宇獲提名 |
| 2021年 | 萬千星輝頒獎典禮2021   | 最受歡迎電視歌曲        | 逆襲（《逆天奇案》主題曲）                           | 提名                   |
| 2021年 | 萬千星輝頒獎典禮2021   | 最受歡迎電視歌曲        | 明知故犯（《把關者們》片尾曲》）                     | 提名                   |
| 2021年 | 萬千星輝頒獎典禮2021   | 最受歡迎電視歌曲        | 祝君好（《十月初五的月光》主題曲）                   | 最後五強               |
| 2021年 | 萬千星輝頒獎典禮2021   | 最受歡迎電視歌曲        | 祝君好（合唱版）（《十月初五的月光》片尾曲）         | 與何依婷、羅天宇獲提名 |
| 2021年 | 觀眾在民間電視大奬2021 | 民選飛躍進步男藝員      | 《十月初五的月光》                                   | 得票第九名             |
| 2021年 | 觀眾在民間電視大奬2021 | 民選最佳男主角          | 《十月初五的月光》                                   | 得票第八名             |
| 2021年 | 觀眾在民間電視大奬2021 | 民選最佳戲劇拍檔        | 《十月初五的月光》                                   | 與何依婷、羅天宇獲提名 |
| 2021年 | 觀眾在民間電視大奬2021 | 民選最佳電視歌曲        | 祝君好（《十月初五的月光》主題曲）                   | 提名                   |
| 2022年 | 萬千星輝頒獎典禮2022   | 最佳男主角              | 《愛上我的衰神》                                     | 提名                   |
| 2022年 | 萬千星輝頒獎典禮2022   | 最受歡迎電視男角色      | 《愛上我的衰神》                                     | 提名                   |
| 2022年 | 萬千星輝頒獎典禮2022   | 馬來西亞最喜愛TVB男主角 | 《愛上我的衰神》                                     | 提名                   |
| 2022年 | 萬千星輝頒獎典禮2022   | 最受歡迎電視拍檔        | 《愛上我的衰神》                                     | 與陳嘉慧獲提名         |
| 2022年 | 萬千星輝頒獎典禮2022   | 最受歡迎電視歌曲        | 太多不知道（《愛上我的衰神》主題曲）                 | 最後十強               |

### 其他獎項
| 年份   | 頒獎典禮                | 獎項                   | 結果    |
| ------ | ----------------------- | ---------------------- | ------- |
| 2021年 | U Beauty awards 2021    | 人氣活力男藝人         | 獲獎    |
| 2022年 | Yahoo! 搜尋人氣大獎2022 | 熱搜本地男女藝人或組合 | 頭100位 |
| 2022年 | Yahoo! 搜尋人氣大獎2022 | 人氣票王15強           | 15強    |